# NGC 5003
NGC 5003 é uma galáxia espiral (Sa) localizada na direcção da constelação de Canes Venatici. Possui uma declinação de +43° 44' 14" e uma ascensão recta de 13 horas, 08 minutos e 37,8 segundos.
A galáxia NGC 5003 foi descoberta em 9 de Abril de 1787 por William Herschel.